# Viridiana Álvarez
Viridiana Álvarez Chávez (Aguascalientes, México; 15 de mayo de 1983) es una alpinista mexicana, conferencista y empresaria.  Es la primera mujer de América y la séptima a nivel mundial en alcanzar la cima de las catorce montañas de más de ocho mil metros de altura.
En 2020 obtuvo un récord Guinness por ser la mujer con el ascenso más rápido a las tres cumbres más altas del mundo, con oxígeno suplementario: Everest, K2 y  Kanchenjunga.
El 19 de mayo de 2025 obtuvo su segundo récord Guinness por ser la primera mujer en escalar los catorce ocho miles en conjunto con las siete cimas.

## Biografía
Licenciada en administración de empresas por el Tecnológico de Monterrey,  Maestra en ingeniería de sistemas de calidad y Maestra en innovación, por el Tecnológico de Monterrey. Cuenta con una certificación en coaching ontológico por Newfield Consulting, en Chile, y un certificado del Women's Leadership Program de la Yale School of Management.
Se desempeñó como directora del Centro de Desarrollo de la Industria Automotriz en México (CeDIAM) en el Tecnológico de Monterrey, Campus Aguascalientes y en diferentes puestos directivos de empresas de manufactura de la industria automotriz.
Es directora general de Liderazgo de Altura, Centro de Coaching Empresarial, de una empresa de consultoría empresarial y presidenta y co-fundadora de Líderes de Altura A.C., una organización sin fines de lucro dirigido a mujeres, juventudes e infancias, con un énfasis en proyectos de promoción de la salud mental.
Es buzo certificada "Advanced Open Water" y embajadora de PADI.

## Trayectoria
Comienza su trayectoria deportiva con participaciones en eventos atléticos (10 km, medio maratón, maratón y medio IronMan) así como ciclismo de montaña.
Inicia su trayectoria en el alpinismo al alcanzar la cima del Citlaltépetl (Pico de Orizaba) el 8 de febrero de 2014. Dicha experiencia fue el parteaguas en su trayectoria, ya que después de observar el mundo desde la cima más alta de México, tuvo la inquietud de saber cómo se vería desde la cima más alta del planeta, el monte Everest.
- El 14 de enero de 2015 alcanza la cima del Aconcagua, la montaña más alta del continente americano, iniciando así el camino a los catorce ocho miles y las siete cimas.
- El 21 de septiembre de 2023 alcanza la "cima real" de Manaslu, completando así el ascenso de los catorce ocho miles.
- El 12 de octubre de 2024 alcanza la cima de la pirámide de Carstensz (Puncak Jaya), completando así el ascenso de las siete cimas más altas de cada continente.[16]

### Los catorce ocho miles
Es la primera mujer del continente americano y la séptima a nivel mundial en escalar las catorce montañas más altas del mundo, cada una con más de ocho mil metros de altura.
| #  | Montaña       | Altitud | Fecha                    | Observaciones                           |
| -- | ------------- | ------- | ------------------------ | --------------------------------------- |
| 1  | Manaslu       | 8,156 m | 5 de octubre de 2015     | No "Cima real" (2019)                   |
| 2  | Everest       | 8,848 m | 16 de mayo de 2017       | Líder de expedición                     |
| 3  | Lhotse        | 8,383 m | 13 de mayo de 2018       |                                         |
| 4  | K2            | 8,611 m | 21 de julio de 2018      | Primera mujer latinoamericana           |
| 5  | Kanchenjunga  | 8,586 m | 15 de mayo de 2019       | Primera mujer mexicana Récord Guinness  |
| 6  | Annapurna     | 8,091 m | 16 de abril de 2021      | Primera mujer mexicana                  |
| 7  | Dhaulagiri    | 8,167 m | 1 de octubre de 2021     |                                         |
| 8  | Makalu        | 8,485 m | 12 de mayo de 2022       |                                         |
| 9  | Shisha Pangma | 8,027 m | 26 de abril de 2023      |                                         |
| 10 | Cho Oyu       | 8,188 m | 13 de mayo de 2023       |                                         |
| 11 | Nanga Parbat  | 8125 m  | 26 de junio de 2023      | Primera mujer latinoamericana           |
| 12 | Gasherbrum I  | 8,080 m | 18 de julio de 2023      |                                         |
| 13 | Gasherbrum II | 8,035 m | 21 de julio de 2023      |                                         |
| 14 | Broad Peak    | 8,051 m | 27 de julio de 2023      |                                         |
| 15 | Manaslu       | 8,156 m | 21 de septiembre de 2023 | • Cima real • Sin oxígeno suplementario |

### Las siete cimas
Ha escalado las 7 cimas más altas de cada continente.
| # | Montaña     | Altitud | Fecha                    | Continente        |
| - | ----------- | ------- | ------------------------ | ----------------- |
| 1 | Aconcagua   | 6,962 m | 14 de enero de 2015      | América           |
| 2 | Everest     | 8,848 m | 16 de mayo de 2017       | Asia              |
| 3 | Elbrus      | 5,642 m | 18 de agosto de 2018     | Europa            |
| 4 | Kilimanjaro | 5,893 m | 29 de septiembre de 2019 | África            |
| 5 | Vinson      | 4,892 m | 8 de enero de 2024       | Antártica         |
| 6 | Denali      | 6,190 m | 2 de julio de 2024       | América del Norte |
| 7 | Carstensz   | 4,884 m | 12 de octubre de 2024    | Oceanía           |

### Otras cimas[24]
| # | Montaña         | Altitud | Fecha                | Ubicación |
| - | --------------- | ------- | -------------------- | --------- |
| 1 | Pico de Orizaba | 5,636 m | 8 de febrero de 2014 | México    |
| 2 | Illiniza Norte  | 5,116 m | Abril de 2023        | Ecuador   |
| 3 | Cotopaxi        | 5,897 m | Mayo de 2024         | Ecuador   |
| 4 | Chimborazo      | 6,263 m | Mayo de 2024         | Ecuador   |

## Récords
- 2018. Primera mujer latinoamericana en alcanzar la cima del K2.
- 2019. Primera mujer mexicana en alcanzar la cima del Kanchenjunga.
- 2020. Récord Guinness por ser ser la mujer con el ascenso más rápido de las tres montañas más altas del mundo, con oxígeno suplementario (1 año 364 días).[25]
- 2021. Primera mujer mexicana en alcanzar la cima de Annapurna.
- 2023. Primera mujer latinoamericana en alcanzar la cima de Nanga Parbat.
- 2025. Récord Guinness por ser la primera mujer en escalar los 14 ocho miles y las 7 cimas (First female to climb the 14 8,000ers and the Seven Summits).[26][27]

## Reconocimientos
- 2017. Reconocimiento a la trayectoria deportiva. Cámara de diputados.
- 2017. Hidrocálida distinguida. Ayuntamiento de Aguascalientes.[28]
- 2017. Medalla al mérito deportivo. Congreso del Estado de Aguascalientes. [29]
- 2018. Reconocimiento. Brigada de Rescate del Socorro Alpino de México A.C.
- 2021. Premio al mérito EXATEC. Tecnológico de Monterrey, Campus Aguascalientes.[30][31]
- 2022. Salón de la fama GUINNESS WORLD RECORDS.[32][33]
- 2022. Medalla al mérito ciudadano. Gobierno del Estado de Aguascalientes.[34]
- 2022. Mural conmemorativo. Instituto Aguascalentense de la Juventud.[35]
- 2023. Premio Gentleman México del deporte.[36]
- 2024. Ciudadano del año. Grupo Salinas.[37]
- 2025. Premio Mujer Tec. Tecnológico de Monterrey.[38]